# Lespesia nimia
Lespesia nimia là một loài ruồi trong họ Tachinidae.